# Pedro Espino
Pedro Espino (Concepción del Uruguay, Argentina, noviembre de 1799 - Uruguay, c. 1840) fue un militar argentino que participó en las guerras civiles y ejerció brevemente el cargo de gobernador de la Provincia de Entre Ríos.

## Biografía
Se enroló muy joven en las fuerzas federales de Francisco Ramírez y combatió en la batalla de Cepeda y contra la invasión a Entre Ríos de José Artigas. En 1821, a órdenes del gobernador Lucio Norberto Mansilla, combatió a su antecesor – Ricardo López Jordán (padre). Algún tiempo más tarde, junto con los aliados de López Jordán, y posiblemente con el patrocinio del gobernador brasileño de Montevideo, intentó una revolución contra Mansilla. No reunió fuerzas suficientes para lograr su intento, de modo que debió huir a la Banda Oriental.
Regresó en la época del gobernador Juan León Solas, y fue uno de los comandantes de la costa del río Uruguay. En 1826 pasó al ejército de observación que se preparaba para la guerra del Brasil, y el general Martín Rodríguez lo ascendió a teniente coronel.
Al año siguiente, se incorporó al ejército de Fructuoso Rivera, con el que éste conquistó las Misiones Orientales. Regresó a Entre Ríos a fines de 1828, cuando el tratado de paz obligó a Rivera a devolver las Misiones Orientales al Brasil.
Apoyó la invasión de López Jordán desde el Uruguay, de noviembre de 1830. Amenazado por el gobernador de Santa Fe, Estanislao López, el jefe de la invasión se retiró; pero Espino se proclamó gobernador interino y se negó a reconocer a López Jordán. A los pocos días puso en el gobierno al coronel Pedro Barrenechea, que lo nombró comandante de armas de la provincia. Espino partió en persecución de López Jordán – su jefe hasta poco antes – y lo derrotó en Puntas del Obispo. Esta victoria le valió el ascenso al grado de coronel.
Al año siguiente volvió a repeler la segunda invasión de López Jordán, que esta vez traía consigo al general unitario Juan Lavalle.
En julio, cuando Barrenechea pidió una licencia por enfermedad, Espino asumió el gobierno, nuevamente en carácter de interino. Su primera medida fue expulsar del ministerio de gobierno a Calixto Vera, un político ubicuo y desleal. Algunas semanas más tarde, Barrenechea pretendió recuperar el poder, pero Espino se negó a devolverle el cargo, ya que opinaba que aquel lo había renunciado. Viajó a Buenos Aires a conferenciar con el gobernador Juan Manuel de Rosas, y a su regreso reunió una Asamblea General Extraordinaria, que lo confirmó en el gobierno. Esa asamblea además, el 29 de noviembre de 1831 solicitó a la Legislatura la fundación de la Villa de la Concordia para conmemorar la pacificación de la provincia.
Pero sus enemigos iniciaron una campaña de calumnias en su contra, acusándolo de no saber siquiera leer o escribir, lo que no parece haber sido cierto. Tras la intensa campaña de calumnias, Barrenechea se sublevó contra él en diciembre, y el gobernador no dispuso de fuerzas militares que lo sostuviesen. Espino presentó la renuncia; en respuesta, la misma legislatura que lo había elegido rechazó su renuncia y lo depuso, negándole cualquier garantía para su vida o sus bienes. Huyó al Uruguay, pero todos sus bienes y sus propiedades fueron confiscadas.
En su lugar fue elegido Toribio Ortiz, un burócrata. Todos estos desórdenes provocaron la intervención de Estanislao López, que envió un ejército al mando de su ministro, Pascual Echagüe, quien se hizo elegir gobernador y logró darle a la provincia unos 7 años de estabilidad.
En 1836 pertenecía al ejército del presidente Manuel Oribe, del Uruguay, y combatió contra la segunda invasión de Fructuoso Rivera.
Murió en el Uruguay hacia 1840.